# Jüdische Gemeinde Kirchschönbach
Die Jüdische Gemeinde Kirchschönbach war eine Israelitische Kultusgemeinde im heutigen Prichsenstadter Ortsteil Kirchschönbach im unterfränkischen Landkreis Kitzingen. Die Gemeinde bestand vom 16. Jahrhundert bis zum Jahr 1911.

## Geschichte
Erstmals werden Juden in Kirchschönbach im Jahr 1552 fassbar. Eine Urkunde aus dem Fürstlich Castell’schen Archiv erwähnt in diesem Jahr den „Jobst Jud zu Kirchschönbach“. In den folgenden Jahrhunderten finden die Juden in Kirchschönbach keine Erwähnung mehr. Erst zu Beginn des 18. Jahrhunderts sind wiederum Juden im Dorf nachgewiesen. Allerdings sind für diese Zeit noch keine Namen der einzelnen Personen überliefert. 
Die Matrikellisten des Jahres 1817 legte für Kirchschönbach eine konstante Anzahl von zwölf jüdischen Familien fest. So sind in diesem Jahr Fromm Seligmann Selig, Joseph Maier, Isaac Maier, Isaac Samuel Neu, Lippmann Haehnlein Dornheimer, Moses Abraham Brunn, Salomon David Hamburger, Seligmann Haehnlein Hahn, Seligmann Marx Straus, Gottlieb Fromm Wolf, Aron Hahn und Kusel Selig in Kirchschönbach ansässig. Die Juden arbeiteten in vielen Berufen, unter anderem als Händler, Schmuser und Seiler.
Im Jahr 1852 bestand noch eine jüdische Religionsschule in Kirchschönbach. Eventuell wurden die jüdischen Kinder zu dieser Zeit sogar von einem eigenen Lehrer unterrichtet. Im Jahr 1873 wurde der Schulsprengel aufgelöst und ein Jahr später erfolgte der Anschluss der Israelitischen Kultusgemeinde an die in Altenschönbach. Im Jahr 1894 wurde die Synagoge im Ort verkauft, 1911 folgte der Verkauf der Schule. Mit Aron Hahn und seiner Frau Jenny, geb. Fleischhacker, verließen 1914 die letzten jüdischen Bürger Kirchschönbach.

## Gemeindeentwicklung
Die Kultusgemeinde war ab dem Jahr 1839 dem bayerischen Distriktsrabbinat Niederwerrn zugeordnet, welches ab 1864 ins Distriktsrabbinat Schweinfurt umgewandelt wurde.
| Jahr | Mitglieder | Jahr | Mitglieder | Jahr | Mitglieder | Jahr | Mitglieder |
| ---- | ---------- | ---- | ---------- | ---- | ---------- | ---- | ---------- |
| 1813 | 47         | 1830 | 48         | 1875 | 41         | 1900 | 15         |